# Strada regionale 444
La strada regionale 444 (regionalna cesta 444 in sloveno) è una strada della Slovenia che collega Prevallo (Razdrto) con Nova Gorica. Essa si trova nel Pregled regionalnih cest II. reda (elenco II delle strade regionali della Slovenia), per tanto ciò è classificata come strada regionale.

## Percorso

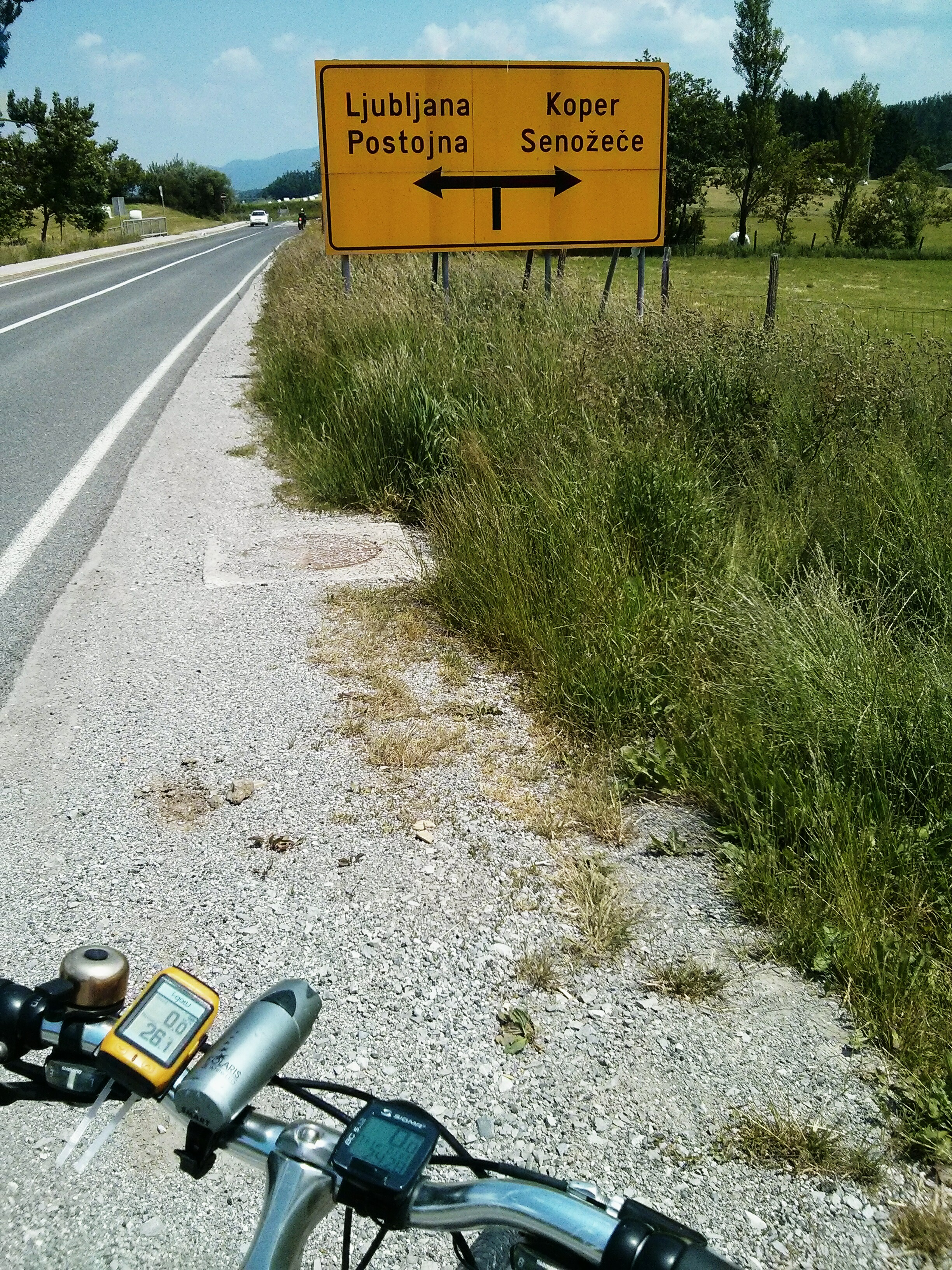
La strada poco prima dell'incrocio con la strada regionale 409.

La strada ha inizio a metà strada tra il centro di Prevallo (Razdrto) e l'omonimo svincolo dell'autostrada A1, distaccandosi dalla strada regionale 409. Continua entrano a Prevallo e perde quota parallelamente al monte Nanos ed alla superstrada H4. Entra in pianura e tocca gli abitati di San Vito di Vipacco (Podnanos), Vipacco (Vipava), Aidussina (Ajdovščina), Goiaci (Gojače), Cernizza (Črniče), Sambasso (Šempas), Ossegliano (Ozeljan), Aisovizza (Ajševica) e Valdirose (Rožna Dolina), ove termina sulla strada statale 102.

## Varianti e diramazioni

### Variante di Aidussina
Il comune di Aidussina ha costruito una variante dell'abitato. La parte orientale del tracciato vecchio è stato inglobato dalla strada regionale 207, mentre la parte occidentale risulta invariata di classificazione.

### Variante di Goiaci
Anche Goiaci (Gojače) ha una sua variante con il relativo svincolo autostradale della superstrada H4, il vecchio tracciato non ha subito nuova classificazione.

### Diramazione di Casa Rossa
La diramamzione di Casa Rossa è una diramazione della strada che collega Valdirose (Rožna Dolina) con il valico confinario di Casa Rossa.

## Classificazioni precedenti
Prima della seconda guerra mondiale e del passaggio della Slovenia occidentale dall'Italia alla Jugoslavia, la strada era classificata come strada statale 56 di Gorizia tra Gorizia e Aidussina e strada statale 57 del Vipacco e dell'Idria tra Aidussina e Prevallo.
L'ex SS 57 non esiste più, ma la SS 56 esiste ancora nella parte italiana, essa è stata declassificata a strada regionale e collega Udine con Gorizia.